# Хіона (донька Каллірої)

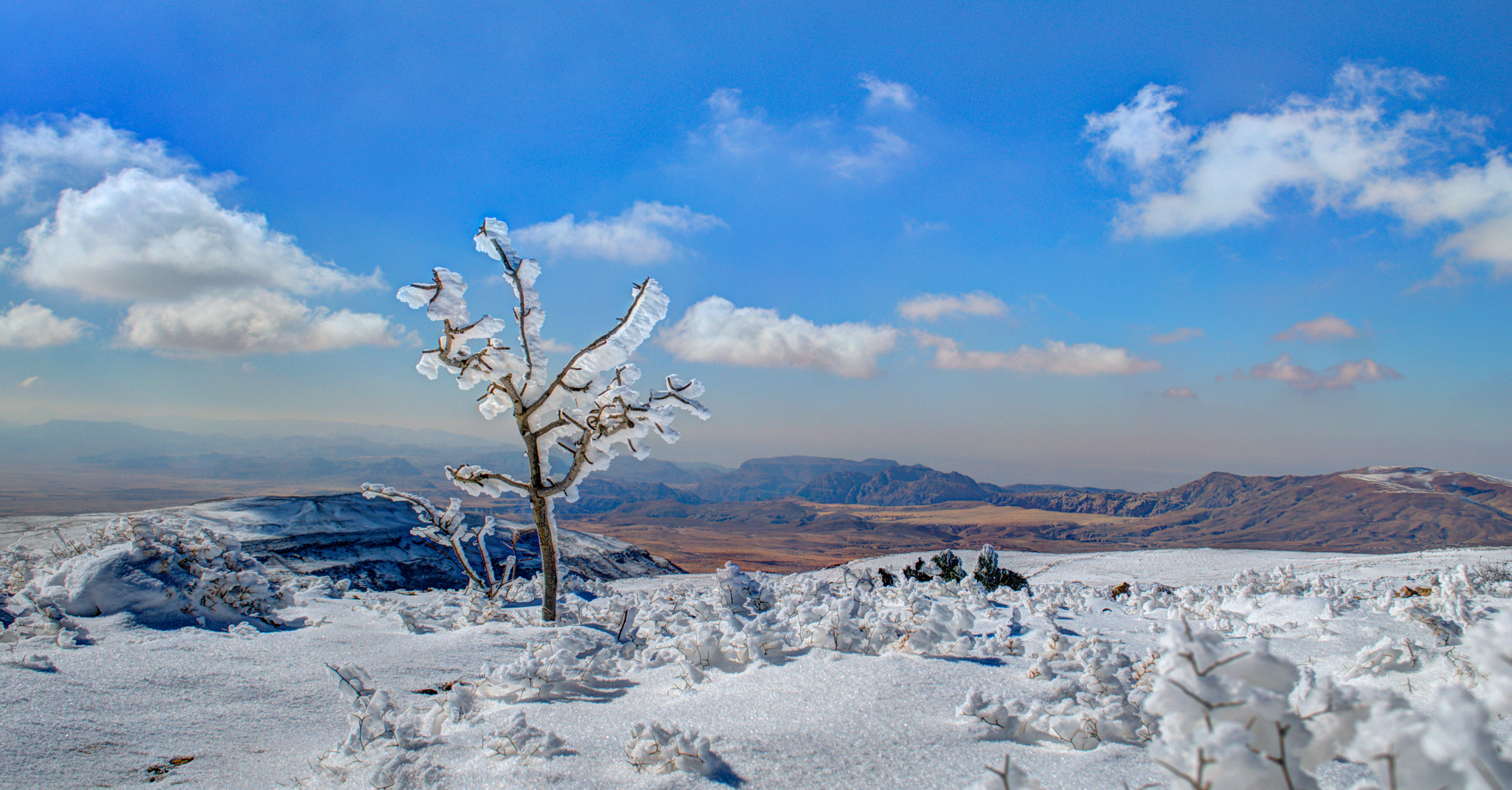
Розповіддю про наяду Хіону стародавні греки намагалися пояснити дивне явище снігопаду в єгипетській пустелі.

Хіона або Хіоне (давньогрецьке: Χιονη від χιών — chiōn, «сніг») — у грецькій міфології була дочкою Океаніди Каллірої та бога Ніла. У деяких варіантах міфів Хіону називають дочкою Каллірої. Її пов'язували з водною або небесною стихією, оскільки її мати була німфою джерел чи річок.
За наказом Зевса Гермес перетворив Хіону на снігову хмару після того, як її зґвалтував місцевий селянин. З хмари вона сипала сніг (khiôn) на пустелю.
Існувало уявлення, що грецьке слово χιών (chiōn) — «сніг» — походить від її імені, що пов'язує її з холодом і чистотою.